# Takeru Kiyonaga
Takeru Kiyonaga (清永 丈瑠 Kiyonaga Takeru?), född 24 november 1994 i Yamaguchi prefektur, är en japansk fotbollsspelare.
Kiyonaga började sin karriär 2017 i Renofa Yamaguchi FC.